# Selenops micropalpus
Selenops micropalpus är en spindelart som beskrevs av Muma 1953. Selenops micropalpus ingår i släktet Selenops och familjen Selenopidae.
Artens utbredningsområde är Dominica. Inga underarter finns listade i Catalogue of Life.